# Telengaia ventralis
Telengaia ventralis är en stekelart som beskrevs av Vladimir Ivanovich Tobias 1962. Telengaia ventralis ingår i släktet Telengaia och familjen bracksteklar. Inga underarter finns listade i Catalogue of Life.